# بامبرگ
بامبرگ شهری در شمال ایالت بایرن آلمان است. نزدیکترین شهر بزرگ به بامبرگ، شهر نورنبرگ در فاصلهٔ حدود ۶۵ کیلومتری جنوب آن است. بامبرگ مساحتی در حدود ۵۴ کیلومتر مربع دارد. ارتفاع این شهر از سطح دریا ۲۶۲ متر است و جمعیتی در حدود ۷۰٬۰۰۰ نفر دارد.

موقعیت بامبرگ در ایالت بایرن

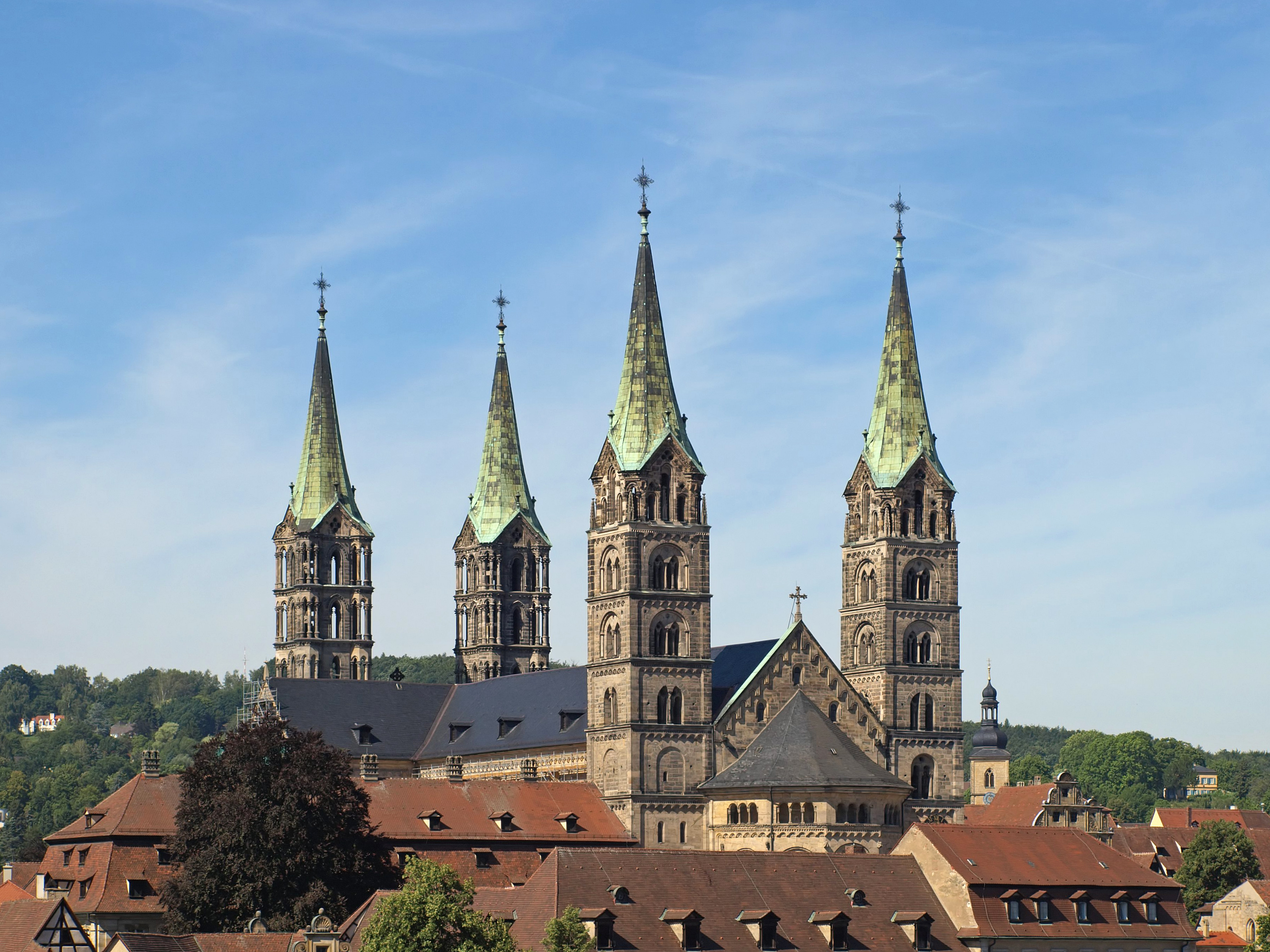
کلیسای جامع شهر بامبرگ

## مراکز فرهنگی و تفریحی
بامبرگ شهری دانشجویی و فرهنگی است و به دلیل داشتن بافت تاریخی، در سال ۱۹۹۳ از سوی یونسکو به ثبت میراث جهانی رسیده است. این شهر با شهرهای رودتس فرانسه، بدفورت انگلستان، ناگائوکای ژاپن، استراگم مجارستان، فلدکیرشن و ویلاخ اتریش و پراگ پایتخت جمهوری چک، خواهرخوانده است.

## دانشگاه بامبرگ
قدمت دانشگاه بامبرگ به سال ۱۶۴۷ میلادی می‌رسد که به نام «آکادمی اتونیانا» شروع به کار کرد. اما شروع به کار مجدد این دانشگاه، به عنوان دانشگاهی مدرن با چهار دانشکده مجزا و تعداد زیادی مؤسسه در هریک، به سال ۱۹۷۹ بازمی‌گردد.
تعداد دانشجویان این دانشگاه در حال حاضر حدود ۹۰۰۰ نفر به همراه ۱۴۰ استاد تمام در چهار دانشکده اصلی به شرح زیر است:
- دانشکده هنر و علوم معنوی
- دانشکده علوم انسانی
- دانشکده اقتصاد و جامعه‌شناسی
- دانشکده اقتصاد انفورماتیک و انفورماتیک عملی
از جمله رشته‌های مربوط به دوره لیسانس، می‌توان به باستان‌شناسی، مطالعات انگلیسی، مطالعات آلمانی، فلسفه، تاریخ، جغرافیا، مطالعات اسلامی (همراه با آموزش سه زبان فارسی، انگلیسی و ترکی)، تاریخ هنر، زبان‌شناسی عمومی، روان‌شناسی و دین‌شناسی و … اشاره کرد.
در دوره فوق لیسانس نیز می‌توان رشته‌هایی نظیر مرمت بناهای تاریخی، مرمت آثار تاریخی، مطالعات ساختمان، باستان‌شناسی در حوزه تمدن رمی، باستان‌شناسی پیش از تاریخ، ایران‌شناسی، باستان‌شناسی و تاریخ هنر دوره اسلامی، اسلام‌شناسی، زبان‌شناسی کلاسیک با گرایش لاتین و یونان، ارتباطات، تاریخ، مطالعات اسلام، ترک‌شناسی، علوم آموزش و پرورش، اقتصاد اروپا، جامعه‌شناسی، علوم سیاسی و… را نام برد.
تعداد پنج کتابخانه بزرگ در دانشگاه بامبرگ وجود دارد که استفاده از آن‌ها برای عموم مردم رایگان و آزاد است. کتابخانه شماره چهار، شامل تعداد زیادی مجلات و کتاب‌های فارسی و همین‌طور کتابهایی به زبانهای انگلیسی و آلمانی و فرانسوی در مورد ایران و هنر و تمدن ایرانی است. در گروه زبان‌شناسی از جمله زبان‌های ایرانی تدریس می‌شود و این گروه از مراکز مهم مطالعه در زبان کردی است.

## نگارخانه

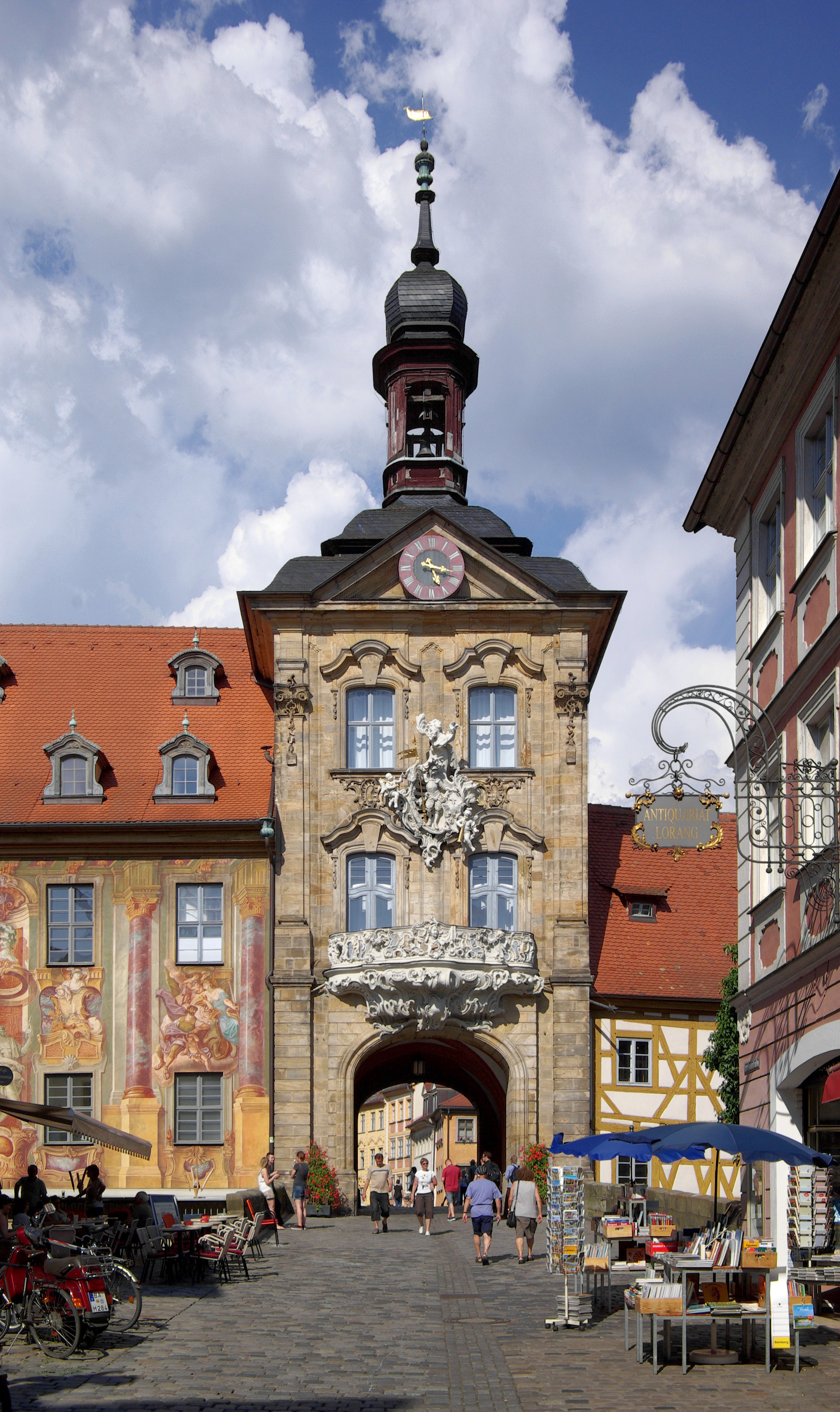
Old Town Hall
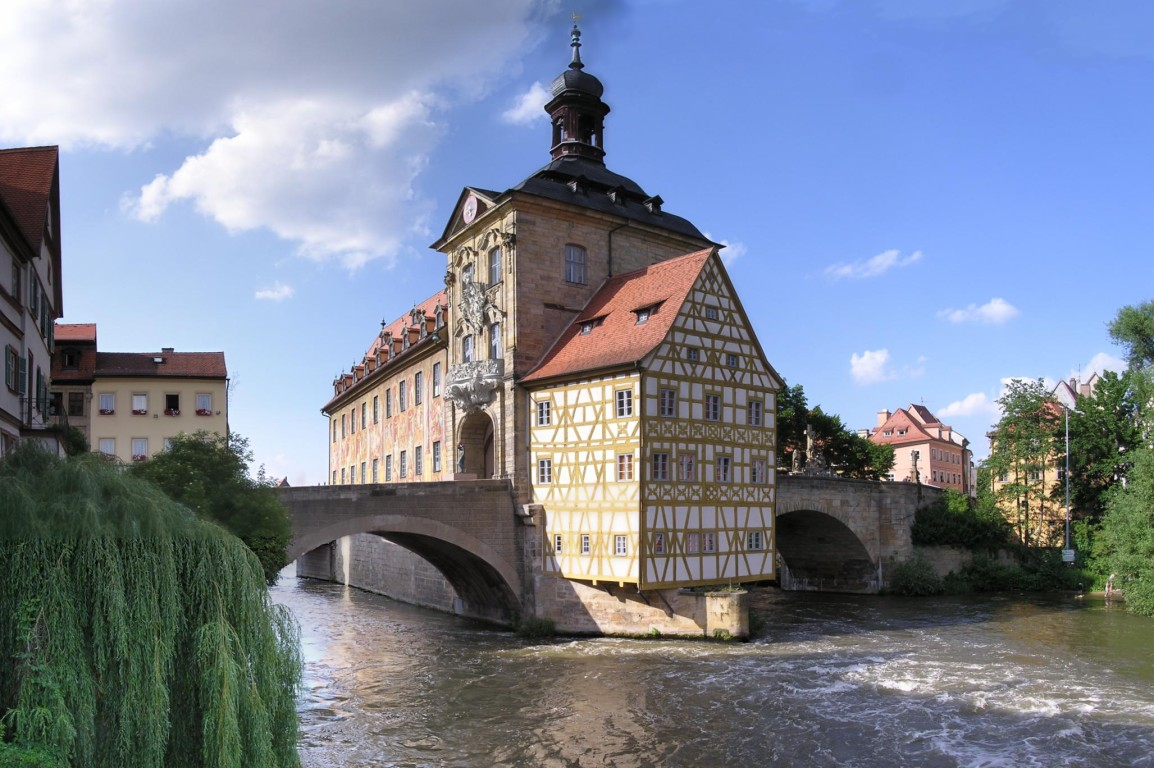
Old Town Hall with both bridges
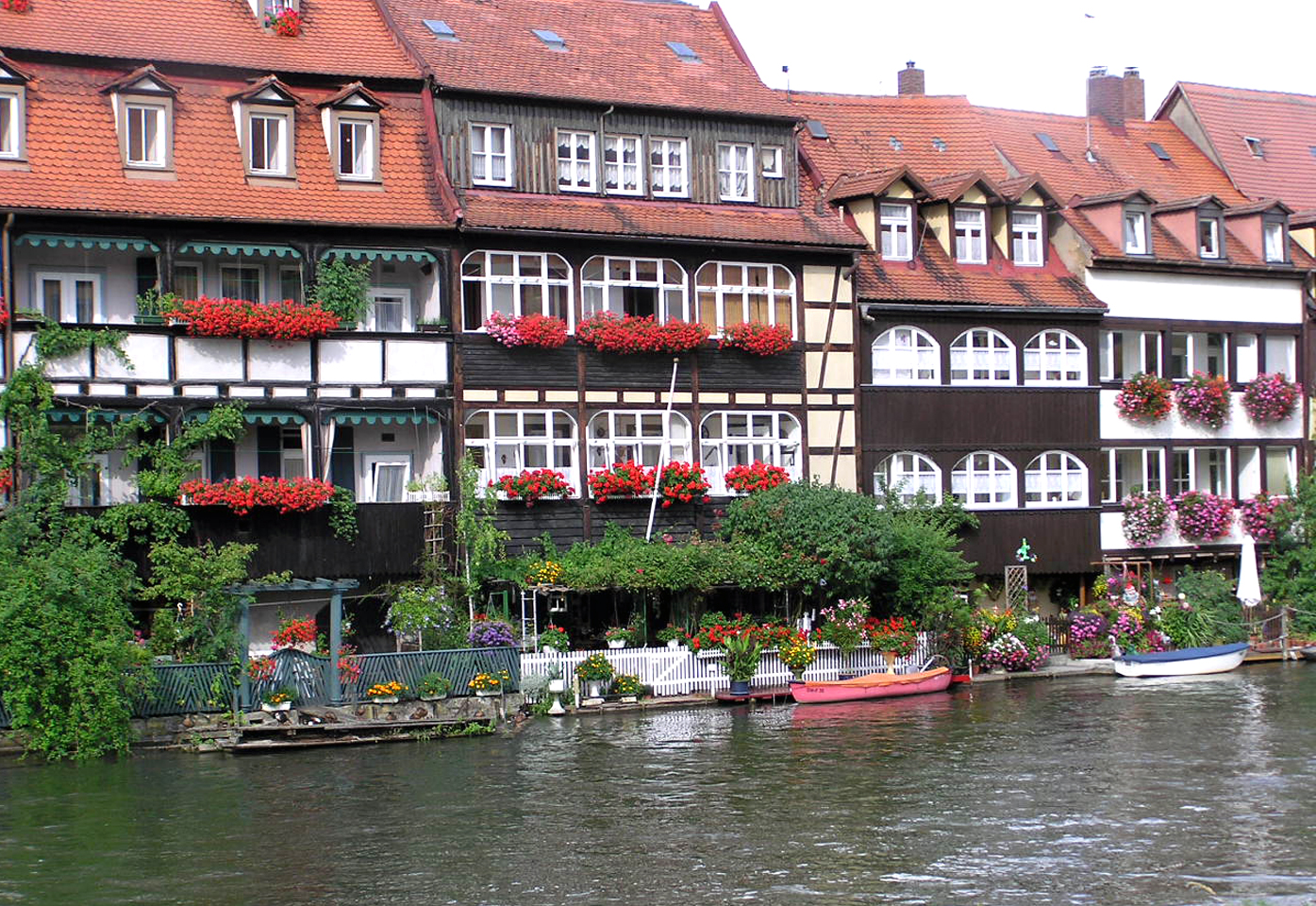
close look on "Little Venice"
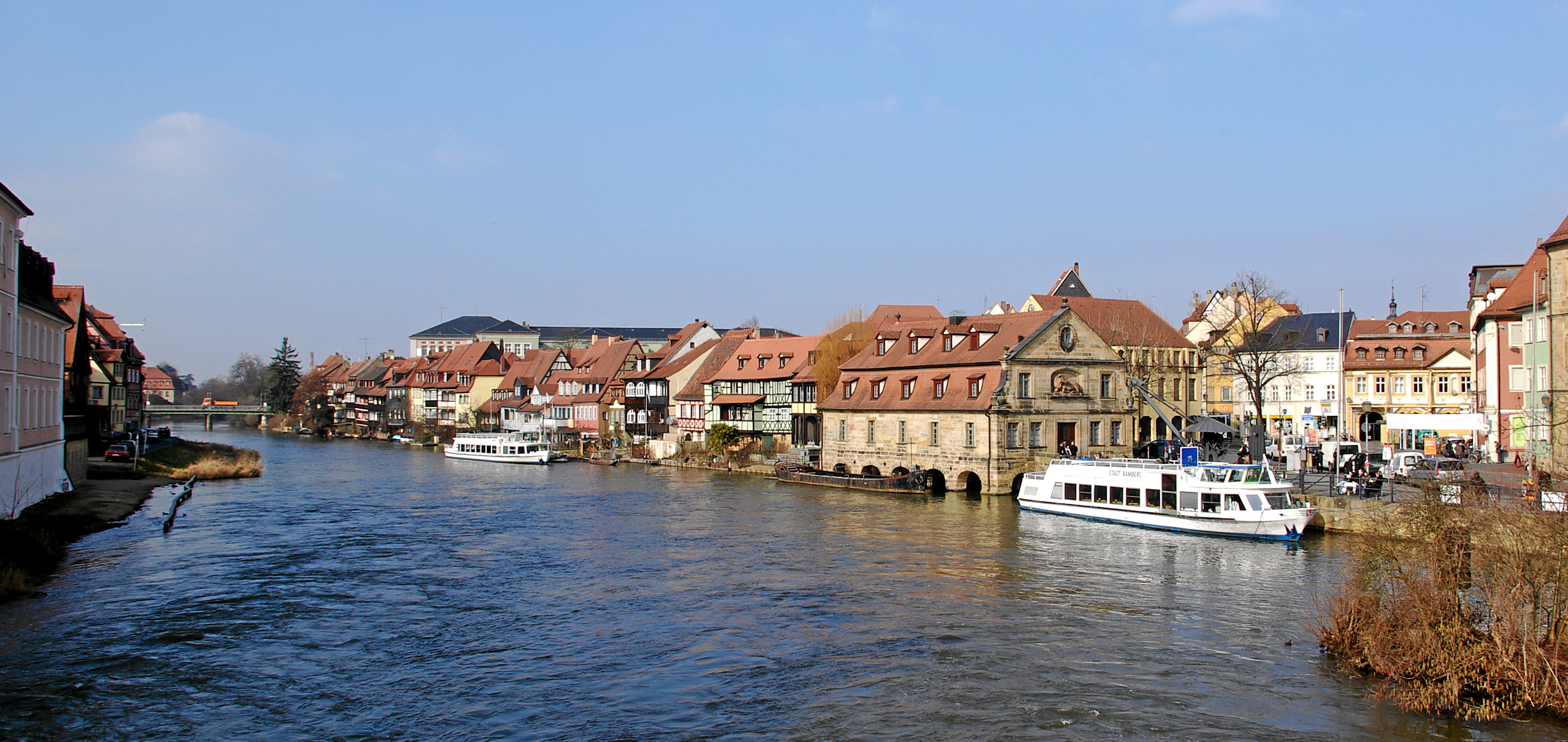
"Little Venice"
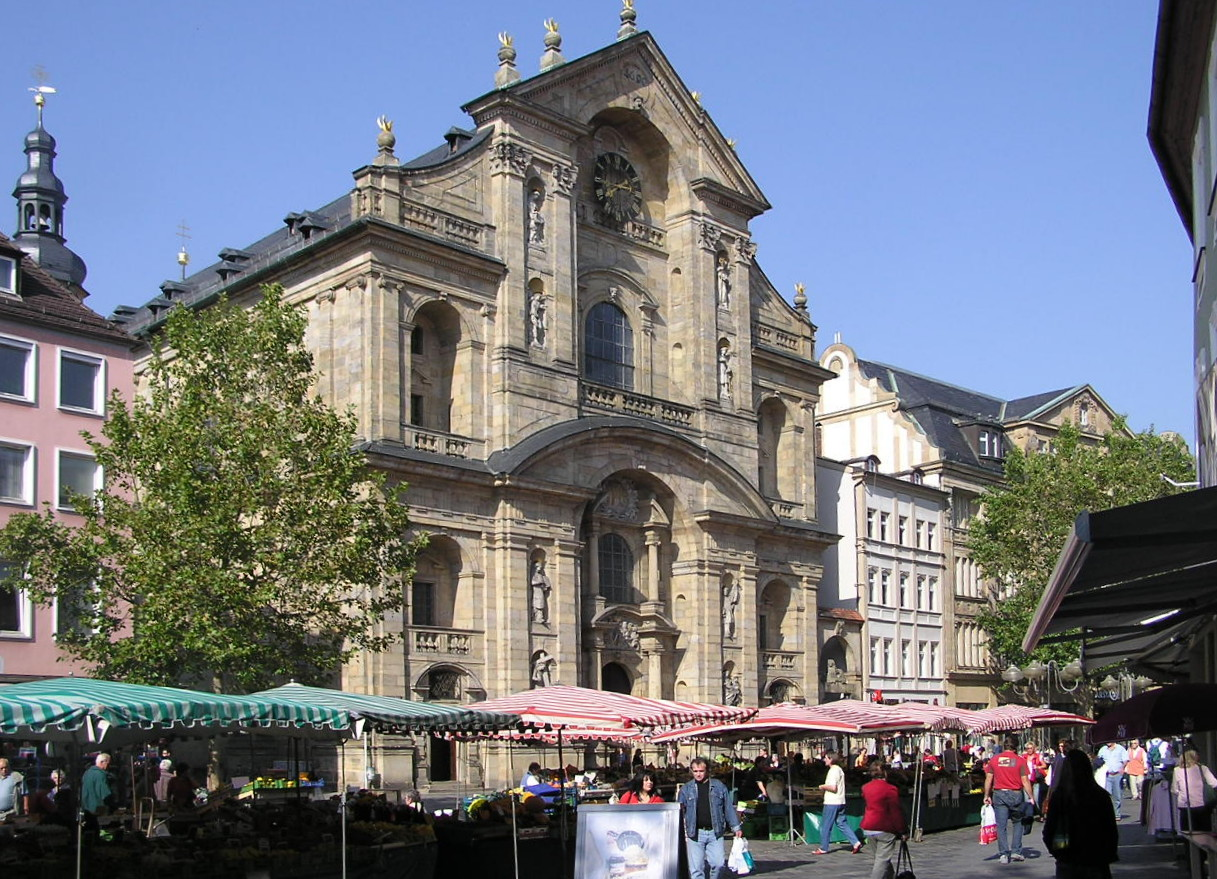
St Martin and Green Market
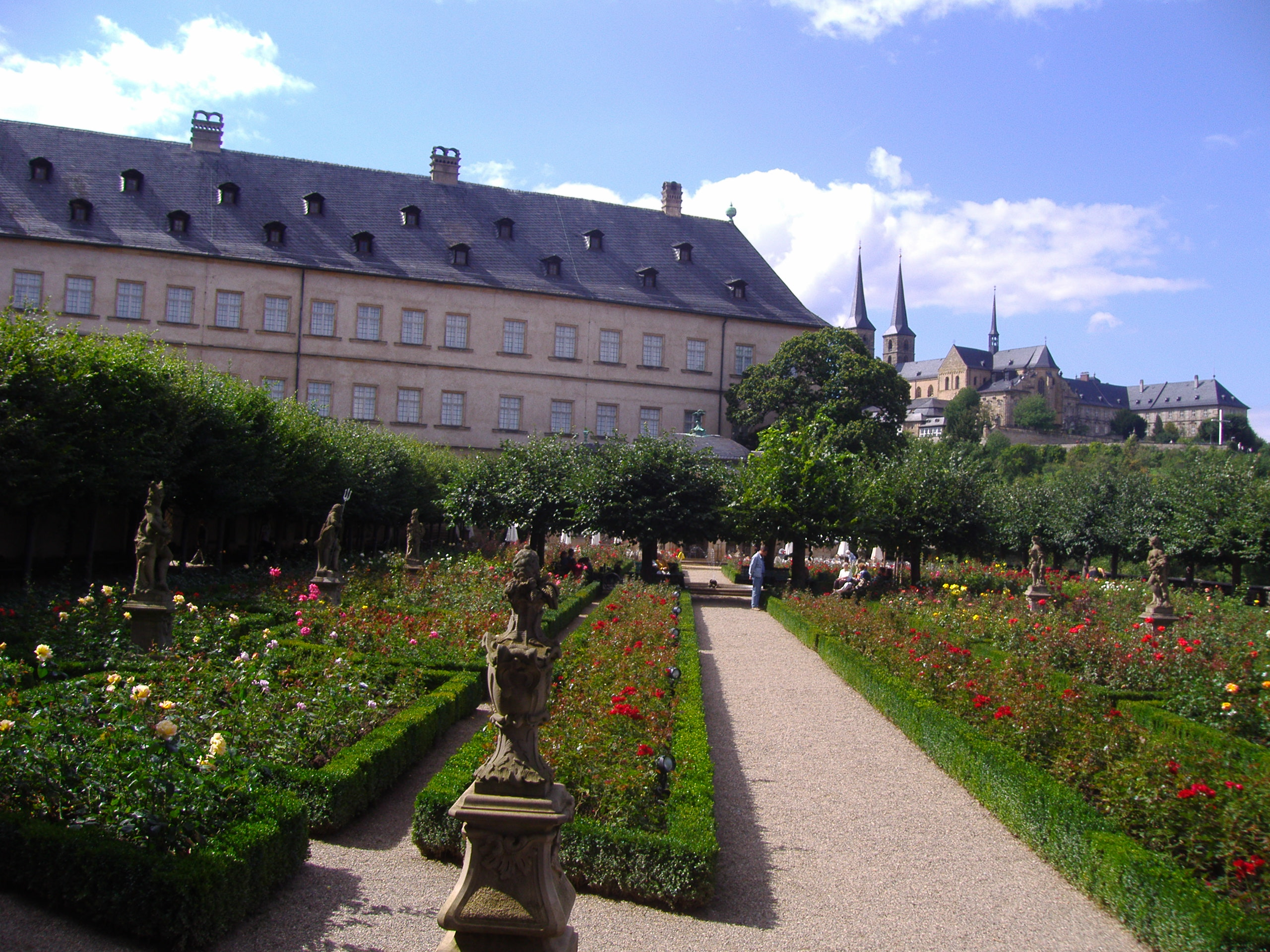
The Rose Garden at the Neue Residenz
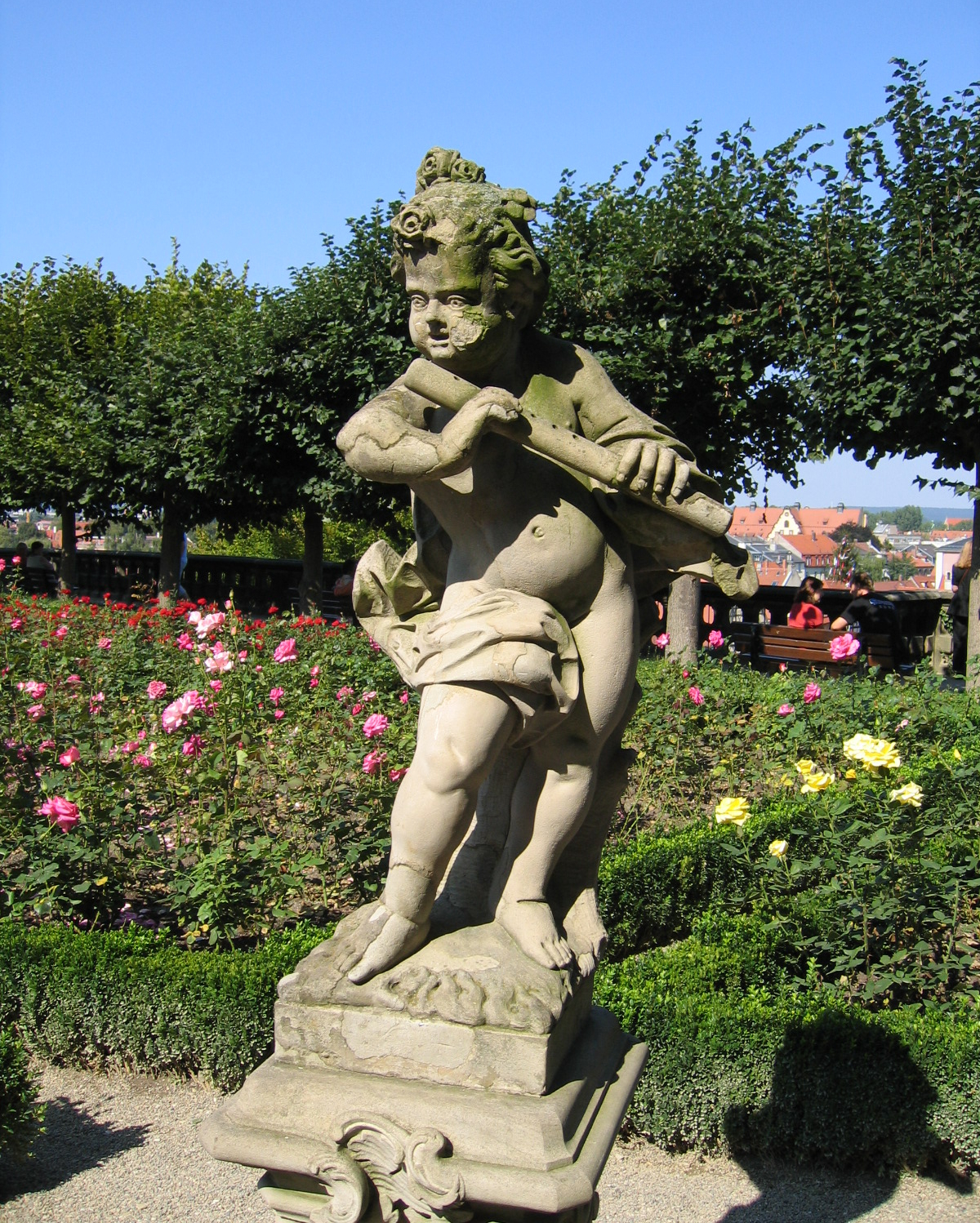
Rose Garden detail
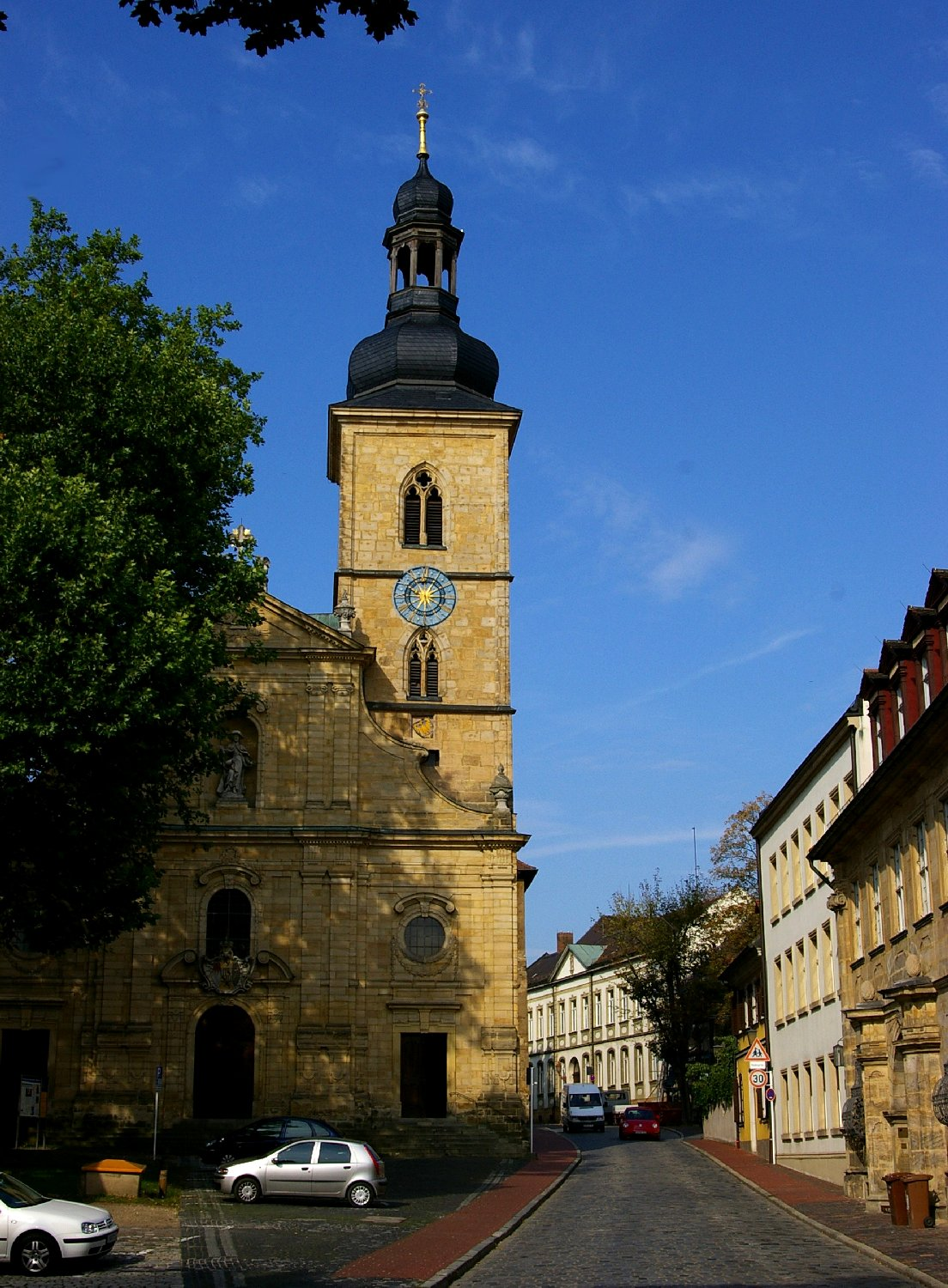
Church of St Jacob
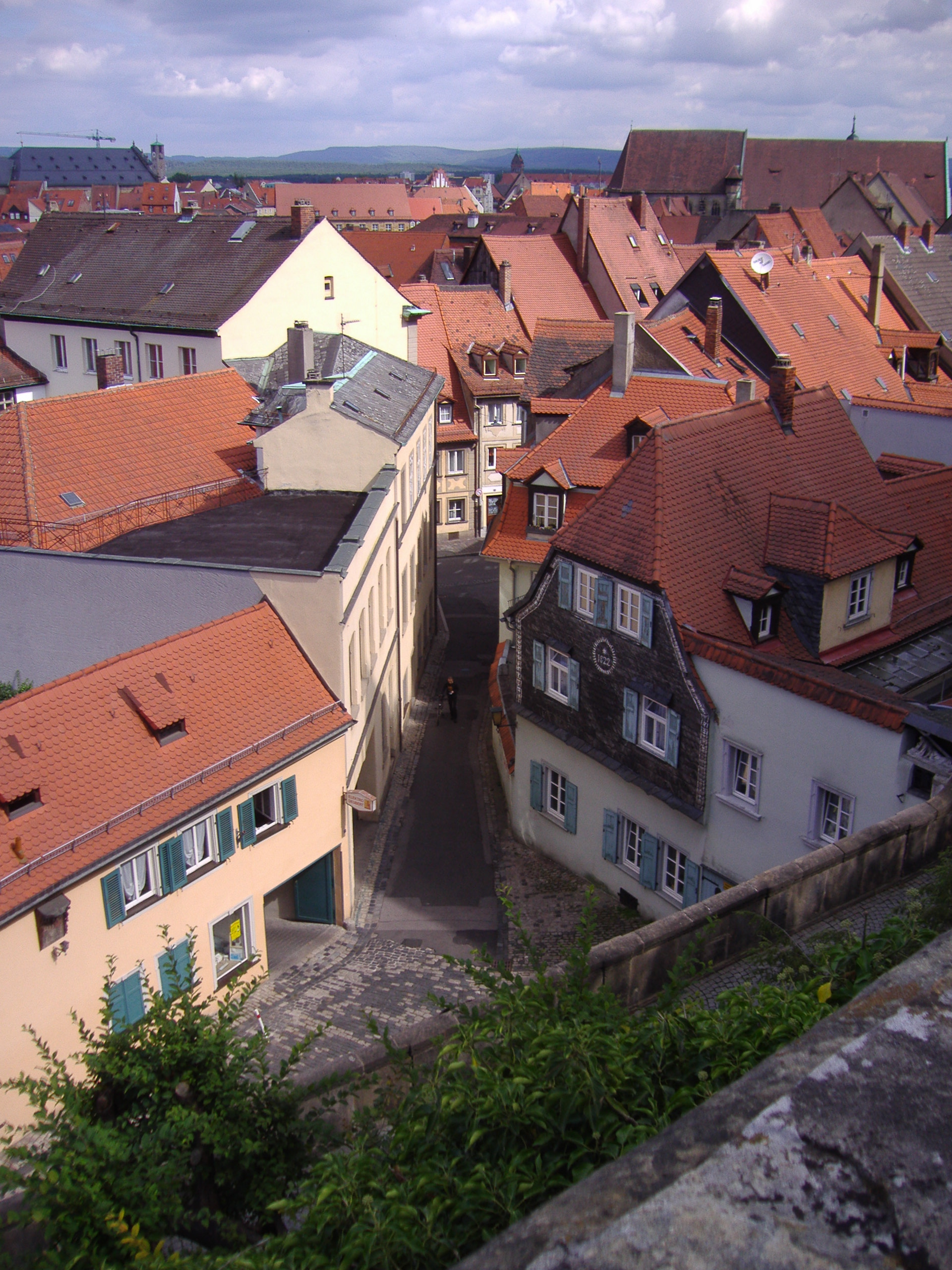
Bamberg roof tops from the Rose Garden in Bamberg